# Susijärvi (sjö i Nyslott, Södra Savolax)
Susijärvi är en sjö i kommunen Nyslott i landskapet Södra Savolax i Finland. Sjön ligger 77,4 meter över havet. Arean är 63 hektar och strandlinjen är 8,81 kilometer lång. Sjön  ingår i Vuoksens huvudavrinningsområde.   Den ligger omkring 120 kilometer öster om S:t Michel och omkring 310 kilometer nordöst om Helsingfors. 